# Анђели се досађују?
„Анђели се досађују?“ је десети студијски и тринаести албум групе Парни ваљак, сниман и миксован у загребачком студију „Сим“. Албум је објављен 16. априла 1987. године под издавачком лиценцом Југотон. Аутор свих песама је Хусеин Хасанефендић. Као гости, на овом издању свирали су Невен Франгеш, Коки Димушевски, Станко Јузбашић, а Зоран Предин је певао у песми „Ања“.
Хрватска издавачка кућа Croatia Records је 1995. године објавила реиздање овог албума.

## Списак песама
1. „Анђели се досађују?“ – 3:38
2. „Ања“ – 3:30
3. „Када ме дотакне“ – 5:22
4. „Навигатор“ – 3:38
5. „Јесен у мени“ – 4:28
6. „Загреб има исти позивни“ – 3:48
7. „Нова кола“ – 4:45
8. „Твоји кораци“ – 4:26